# Club de Fútbol Motril
|  | Aquest article tracta sobre el club fundat el 2012. Si cerqueu el club fundat el 1984 i desaparegut el 2012, vegeu «Motril Club de Fútbol». |

El Club de Fútbol Motril és un club de futbol espanyol amb seu a Motril, província de Granada, a la comunitat autònoma d'Andalusia. Fundat l'any 2012 en substitució del dissolt Motril CF, juga a Tercera Divisió RFEF – Grup 9, i juga els partits de casa a l'Estadi Escribano Castilla, amb una capacitat de 5.400 localitats.

## Història
L'any 2012, després de la desaparició del Motril CF, es va crear el CF Motril. Aquest comença a competir des de les lligues inferiors del futbol espanyol, però va aconseguir un ascens meteòric. Tant és així que en les quatre primeres temporades de la seva existència va aconseguir quatre ascensos consecutius, i ja en la temporada 2019-20, va intentar donar el salt a Segona Divisió B a través del play-off, en què fracassaria, eliminat per El Ejido a les semifinals per un resultat de 2-3.
La temporada 2020-21 va jugar la primera edició de la Copa RFAF que dona accés a la Copa RFEF, també podria haver donat una entrada per jugar la Copa del Rei, però va perdre als quarts de final contra l'Antequera CF. El 2020 van crear el CF Motril "B", que va aconseguir el seu primer ascens la temporada 2020-21 a Segona Andalusa. L'any 2021 Nike es va convertir en el seu patrocinador oficial.

## Temporada a temporada
| Temporada | Nivell | Divisió  | Lloc    | Copa del Rei |
| --------- | ------ | -------- | ------- | ------------ |
| 2012–13   | 8      | 2a Prov. |         |              |
| 2013–14   | 7      | 1a Prov. |         |              |
| 2014–15   | 6      | 2a I.    |         |              |
| 2015–16   | 5      | 1a I.    |         |              |
| 2016–17   | 4      | 3a       | 5è      |              |
| 2017–18   | 4      | 3a       | 6è      |              |
| 2018–19   | 4      | 3a       | 6è      |              |
| 2019-20   | 4      | 3a       | 3r      |              |
| 2020–21   | 4      | 3a       | 8è / 3r |              |
| 2021–22   | 5      | 3a RFEF  |         |              |

- 5 temporades a Tercera Divisió
- 1 temporada a Tercera Divisió RFEF